# Friedrich Schulz (General)
Karl Friedrich „Fritz“ Wilhelm Schulz (* 15. Oktober 1897 in Polnisch Nettkow, Landkreis Grünberg in Schlesien; † 30. November 1976 in Freudenstadt) war ein deutscher General der Infanterie der Wehrmacht während des Zweiten Weltkrieges.

## Leben
Im Ersten Weltkrieg trat er als Freiwilliger im Oktober 1914 dem Neumärkischen Feldartillerie-Regiment Nr. 54 bei. 1916 wurde er zum Leutnant befördert, diente im 3. Posenschen Infanterie-Regiment Nr. 58 und wurde mit beiden Klassen des Eisernen Kreuzes sowie dem Verwundetenabzeichen in Schwarz ausgezeichnet.
Nach Kriegsende erfolgte seine Übernahme in die Reichswehr. Dort wurde er zunächst beim 8. (Preußisches) Infanterie-Regiment als Offizier in der 6. Kompanie in Glogau eingesetzt. Am 1. April 1925 erfolgte seine Beförderung zum Oberleutnant und seine Verwendung als Adjutant des III. Bataillons in Görlitz. 1930 wechselte er in den Stab der 4. Division nach Dresden und wurde hier am 1. November 1931 Hauptmann.
Im Zweiten Weltkrieg diente er zunächst im OKW, wurde aber ab dem 4. April 1940 Chef des Generalstabes des XXXXIII. Armeekorps. In dieser Funktion nahm er am Frankreichfeldzug und am Krieg gegen die Sowjetunion teil.
Friedrich Schulz wurde im Juli 1942 zum Generalmajor befördert und übernahm am 27. November des gleichen Jahres den Chefposten im Generalstab der Heeresgruppe Don. Im Frühjahr 1943 übernahm er die 28. Jäger-Division und wurde im Juli zum Generalleutnant befördert. Im November erhielt er den Posten des Kommandierenden Generals des III. Panzerkorps. Anschließend gab man ihm im Februar 1944 das Kommando über das LIX. Armeekorps. Er wurde am 1. April 1944 zum General der Infanterie befördert und erhielt das Kommando über das XXXXVI. Panzerkorps. Juli 1944 übernahm er den Oberbefehl über die 17. Armee. Im April 1945 erhielt er zunächst den Oberbefehl über die Heeresgruppe G, dann wenige Wochen später über die Heeresgruppe C, die am 2. Mai 1945 kapitulierte. Direkt danach übernahm er wieder die Heeresgruppe G, mit der er am 5. Mai in Baldham bei München gegenüber der 7. US-Armee mit Wirkung zum 6. Mai mittags endgültig kapitulierte.
Schulz blieb bis 1946 in US-amerikanischer Kriegsgefangenschaft.

## Auszeichnungen
- Ritterkreuz des Eisernen Kreuzes mit Eichenlaub und Schwertern[1]
  - Ritterkreuz am 29. März 1942
  - Eichenlaub am 20. März 1944 (428. Verleihung)
  - Schwerter am 26. Februar 1945 (135. Verleihung)